# Alsótelekes
Alsótelekes község Borsod-Abaúj-Zemplén vármegyében, a Kazincbarcikai járásban.

## Fekvése
Kazincbarcikától 21 kilométerre, Miskolctól körülbelül 40 kilométerre északra, a Sajó és a Bódva által határolt területen fekszik, közel az Aggteleki Nemzeti Parkhoz. Külterületén áthalad a négy számjegyű 2607-es út, de a település lakott területe csak egy mellékúti leágazással érhető el, az előbbi út 15,300-as kilométerszelvényében kiinduló 26 107-es úton (települési neve Béke út). Környező települések: Felsőtelekes (3 km), Szuhogy (4 km). A legközelebbi városok: Rudabánya (9 km), Szendrő (9 km) és Kazincbarcika (25 km).

## Története
A falu határában emelkedő Dolinka-dombon vaskori temetőt tárt fel az 1959–1964 között itt ásató Patay Pál. A gazdag leletanyagban egyebek közt csákányok, lándzsahegyek, kések, karperecek, tűk és kerámiák szerepelnek.
A jelenlegi falut 200 éve alapították. Az 1950-es megyerendezés előtt Borsod vármegye Edelényi járásához tartozott. Lakói kezdetben földműveléssel, majd bányászattal foglalkoztak. 
Régen a község határában külszíni fejtésű anhidrit- és gipszbánya működött, a bánya mellett égető és feldolgozó üzemmel.

## Közélete

### Polgármesterei
- 1990–1994: Juhász Árpád (MSZP)[5]
- 1994–1998: Juhász Árpád (MSZP)[6]
- 1998–2001: Juhász Árpád (független)[7]
- 2001–2002: Ötvös Jánosné (független)[8][9]
- 2002–2006: Bodnár Tibor (független)[10]
- 2006–2010: Bodnár Tibor (független)[11]
- 2010–2014: Bodnár Tibor (független)[12]
- 2014–2019: Bodnár Tibor (független)[13]
- 2019–2024: Bodnár Tibor (független)[14]
- 2024– : Juhász Gergő (független)[1]

2001. október 7-én időközi polgármester-választást tartottak az előző polgármester halála miatt.

## Népesség
A település népességének alakulása:
| Lakosok száma | 165  | 140  | 139  | 118  | 121  | 130  | 113  |
|               | 2013 | 2014 | 2015 | 2021 | 2022 | 2023 | 2024 |

2001-ben a településen a lakosság 98%-át magyar, 2%-át cigány származású emberek alkották.
A 2011-es népszámlálás során a lakosok 98,6%-a magyarnak, 8,9% cigánynak, 0,7% németnek mondta magát (1,4% nem válaszolt; a kettős identitások miatt a végösszeg nagyobb lehet 100%-nál). A vallási megoszlás a következő volt: római katolikus 73,3%, református 10,3%, görögkatolikus 1,4%, felekezet nélküli 1,4% (13,7% nem válaszolt).
2022-ben a lakosság 93,4%-a vallotta magát magyarnak, 0,8% szlováknak (5,8% nem nyilatkozott; a kettős identitások miatt a végösszeg nagyobb lehet 100%-nál). Vallásuk szerint 53,7% volt római katolikus, 8,3% református, 4,1% görög katolikus, 18,2% felekezeten kívüli (12,4% nem válaszolt).

## Nevezetességei
- Római katolikus templom
- II. világháborús emlékmű